# 正源控股股份有限公司
正源控股股份有限公司，简称：“正源股份”（上交所：600321），公司前身为四川国栋建设股份有限公司， 总部设立在四川省成都市。成立于1993年5月22日，注册资本15,1055 万人民币，法定代表人何延龙。控股股东为正源房地产开发有限公司，公司未来的发展战略确定为板材木业、开发建设、贸易物流、酒店经营和金融投资五大板块。

## 历史
2001年5月24日，公司在上海证券交易所上市，股票代码为600321。
2016年10月19日，原控股股东国栋集团与正源地产签署了《四川国栋建设集团有限公司与正源房地产开发有限公司关于四川国栋建设股份有限公司股份转让协议》。国栋集团将其持有的 358,060,570公司流通股股份以每股人民币7元的价格转让给正源地产，占公司股份总数的23.70%。本次转让完成前，国栋集团持有公司687,730,570股，占公司总股本的45.53%，本次转让完成后国栋集团持有公司329,670,000股，占公司总股本的21.82%。控股股东变更为正源地产，实际控制人为富彦斌。